# Castello Pignatelli della Leonessa
Il castello Pignatelli della Leonessa si trova a San Martino Valle Caudina e costituì il nucleo fortificato del paese, ove vissero i suoi feudatari. Il castello fu costruito entro l'età normanna alle pendici dei monti del Partenio, a un'altitudine di 372 m s.l.m.; ai suoi piedi sorse il primo nucleo del centro abitato caudino. La costruzione, benché modificata più volte nei secoli, è in buono stato di conservazione. È tuttora residenza del duca Giovanni Pignatelli della Leonessa, discendente dei duchi di San Martino.

## Storia

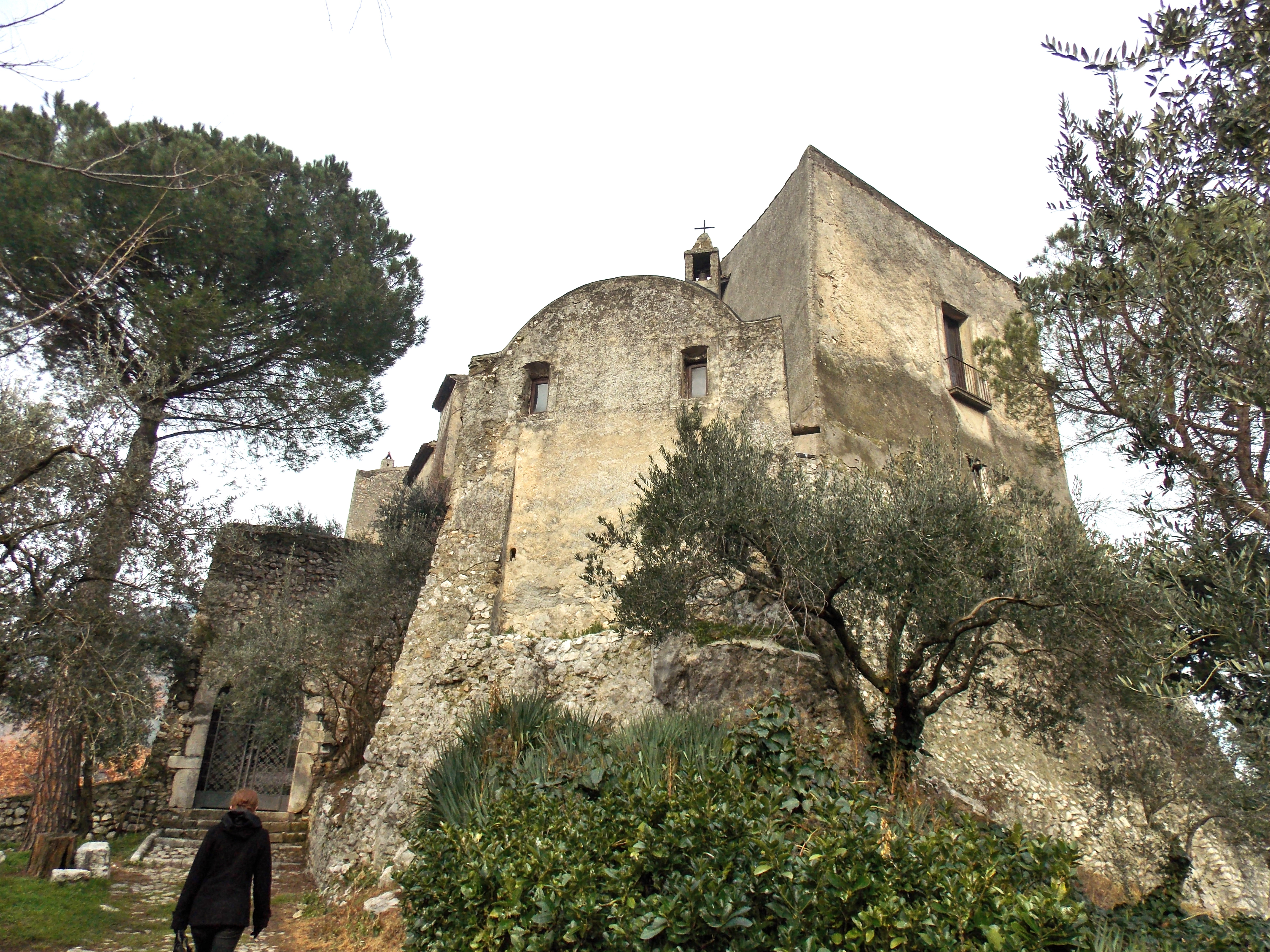
Il retro della cappella e (a sinistra) il portale con ballatoio

A causa di una lettura superficiale di un passaggio del Chronicon Vulturnense viene ripetuto spesso, infondatamente, che il castello esisteva già nell'837; in tale periodo, la Valle Caudina faceva parte del Principato longobardo di Benevento. Indipendentemente da questo fraintendimento, qualche dettaglio delle murature più antiche del castello potrebbe suggerire che sul suo sito si trovasse, in precedenza, una fortificazione longobarda; ma tale ipotesi rimane dubbia.
Più concretamente, l'attestazione più antica del feudo di San Martino è nel Catalogo dei Baroni, dal quale si apprende che fra il 1150 e il 1168 il feudatario era un conte Gionata di Carinola; mentre un castrum Sancti Martini viene menzionato esplicitamente solo nel 1185 come possedimento di Riccardo, figlio di Gionata e conte di Conza.

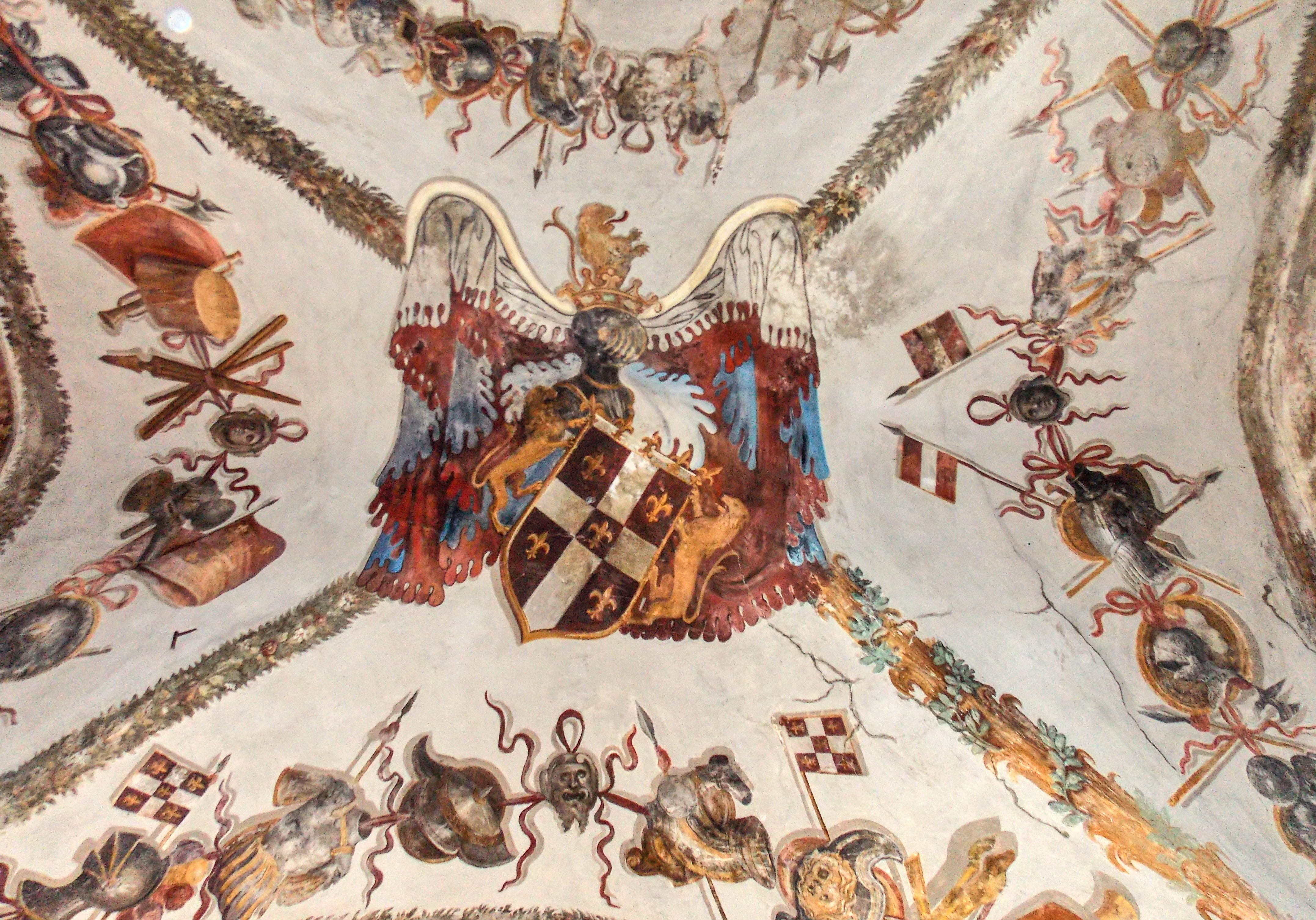
Stendardo della famiglia della Leonessa, nel salone del castello

Dopo vari passaggi, nel 1343 il feudo di San Martino con il relativo castello venne acquistato da Giovanni Lagonesse, membro di una famiglia francese che era giunta nell'Italia meridionale al seguito di Carlo d'Angiò. I suoi discendenti tennero stabilmente San Martino fino al 1528, quando Fabio della Leonessa ne fu espropriato per essersi schierato con il re Francesco I di Francia nel suo tentativo di conquistare Napoli. Già nel 1560, però, Fabio era rientrato in possesso del feudo. I della Leonessa continuarono a susseguirsi al controllo del feudo di San Martino, e ne divennero duchi nel 1627.
Attorno al XVII secolo cessava il periodo delle più aspre dispute fra feudatari. In seguito ad una generale tendenza a sfruttare la pianura e le vie di traffico pedemontane, i duchi di San Martino si costruirono un nuovo palazzo, ai piedi del paese in espansione. Non abbandonarono il castello, ma lo ingentilirono e ne modificarono l'assetto per accentuarne il ruolo di residenza signorile, mentre decadeva la sua utilità come fortificazione.

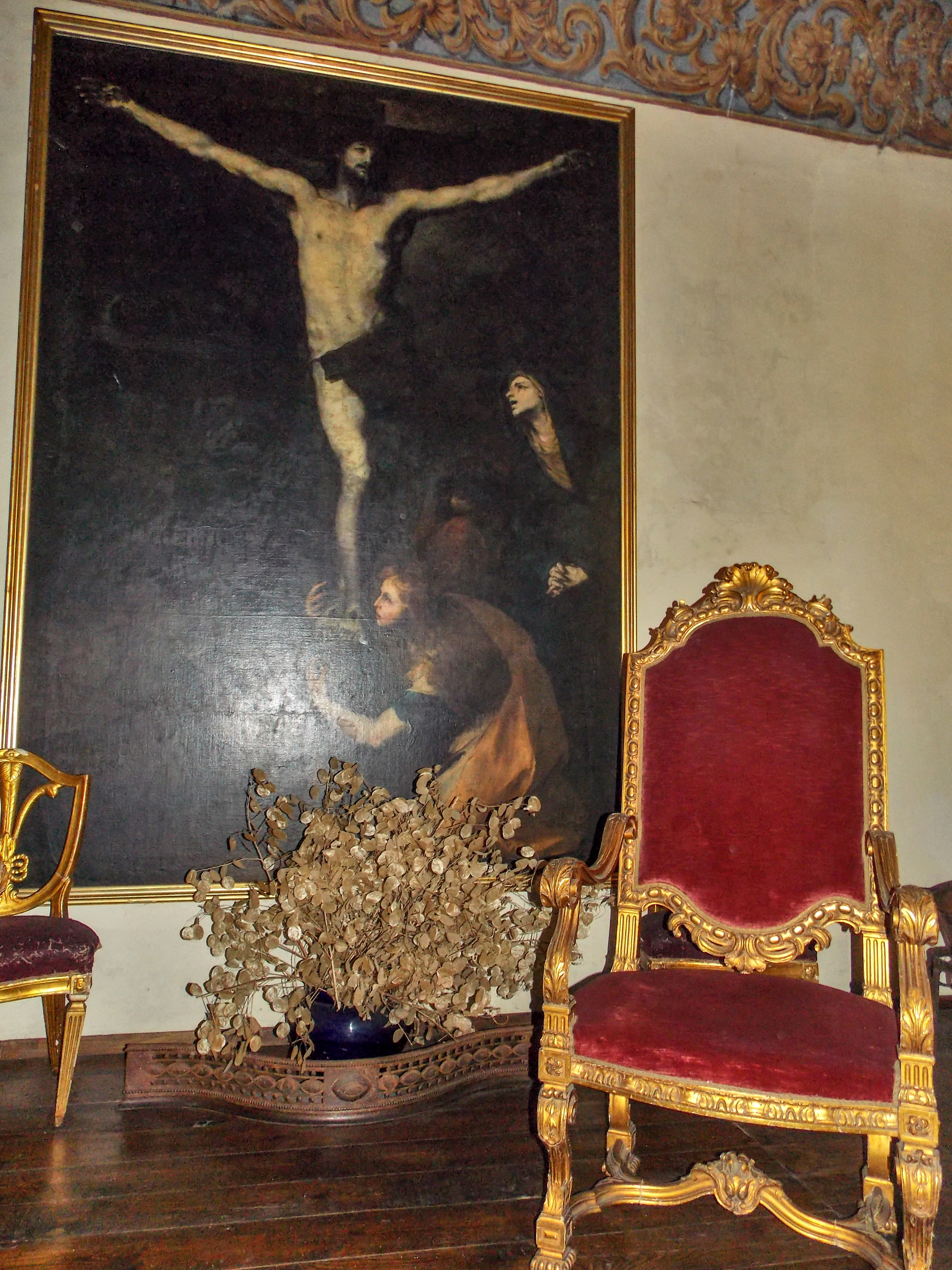
Elementi d'arredo del castello

Nel 1745, al seguito della famiglia del duca di San Martino Giuseppe Maria, vi era una corte consistente di 45 persone, fra precettori, segretari, famigli e personale di servizio. All'incirca nello stesso periodo il duca smise di risiedere stabilmente entro il proprio feudo e si spostò a Napoli.
Nel 1806 le leggi eversive della feudalità dichiararono chiusa la storia anche del feudo di San Martino. In questi anni, inoltre, si estingueva il ramo maschile della famiglia della Leonessa: alla morte del duca Giuseppe Maria II senza eredi maschi, i beni e il titolo passarono al cugino Raffaele Ruffo, poi alla figlia di costui Maria Carolina che sposò Giovanni Pignatelli, principe di Monteroduni (1803-1865). Questi si aggiunse il cognome della Leonessa e diede origine alla dinastia che è tuttora proprietaria del castello.
Il castello fu vittima dell'incuria per buona parte del XIX secolo, complice anche il periodo napoleonico. Nel 1908 ne furono abbattuti la parte superiore del mastio e alcuni ambienti adiacenti, per timore di crolli. Fra il dopoguerra e gli anni settanta la costruzione è stata restaurata per iniziativa della duchessa Melina Matarazzo, moglie di Carlo Pignatelli, e riabitata dai proprietari, sia pur irregolarmente.

## Descrizione

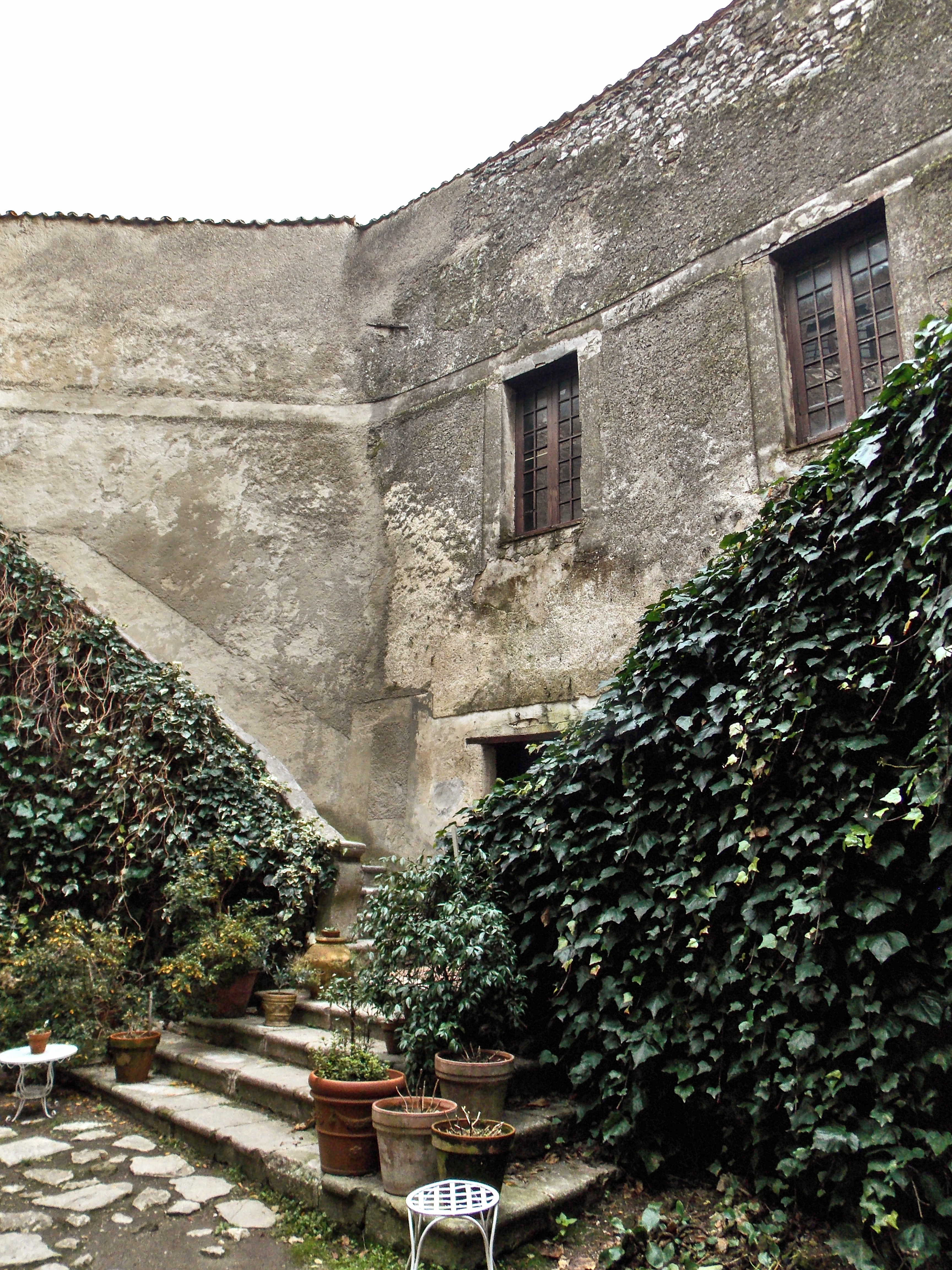
La scala del cortile

Il castello di San Martino sorge in cima ad un poggio; ai suoi piedi, nell'avvallamento fra tale poggio e le colline limitrofe, è il primo nucleo del paese con la chiesa di San Giovanni Battista. La posizione del castello appare scelta appositamente per controllare lo sbocco della Valle Caudina in direzione di Avellino e per porre il mastio a guardare direttamente il castello di Montesarchio, che sorge quasi esattamente di fronte.
L'assetto del castello riesce ancora a rivelare un'origine normanna, pur fra le modifiche subite. L'area ad esso pertinente è delimitata tramite una cinta muraria poligonale, che segue l'andamento della collina. Il palazzo si trova circa all'estremità meridionale di tale cinta; il resto della superficie (oltre 6 000 m²) è una spianata utilizzata come orto-giardino. Lungo la cinta si trovano quattro torrette (tre a pianta quadrata e una circolare orientata verso la valle, a nord); le mura sono coronate da una merlatura guelfa.
L'area cinta dalle mura è difesa naturalmente tramite il ripido pendio della collina: vi si può accedere da un unico ingresso da sud-est, collegato ai vicoli del borgo. Qui una stradina lastricata risale, lungo uno spalto, fino ad un portale in pietra sopra il quale è un ballatoio protetto, che doveva essere usato per difendersi contro eventuali assalitori tramite armi da lancio. Varcato tale portale, ci si trova in uno spazio scoperto ma completamente circondato da mura: a destra del portale è la piccola cappella gentilizia, mentre di fronte è il palazzo con il relativo ingresso. L'ingresso al palazzo veniva chiuso tramite una saracinesca, che veniva fatta piombare dall'alto: sopra la porta rimane ancora il vano in cui era riposta. Sistemi di difesa di questo genere si diffusero con l'avvento degli Angioini fino al XV secolo: in caso di attacco, si sarebbe chiusa prima tale porta e poi il portale con ballatoio, in modo da bloccare gli avversari nello spazio intermedio e poterli bersagliare dall'alto con pietre e olio bollente.
La cappella privata, forse sorta insieme al resto del castello, è giunta ad oggi in una forma ricostruita, e consacrata dall'arcivescovo di Benevento Vincenzo Maria Orsini nel 1706. Ha una pianta rettangolare, con le pareti rinforzate a scarpa e coperta con una volta a botte estradossata; è molto semplice all'interno.
Il palazzo residenziale ha una pianta irregolare, articolata attorno ad un cortile quadrangolare. Il portale d'ingresso immette direttamente nel cortile tramite un sottopassaggio. Sul lato settentrionale del cortile è il mastio, attualmente alto 10 m ma originariamente ben più elevato, come testimoniano anche i 5 m di spessore delle mura alla base. Il rifacimento della parte alta è reso ben evidente dalla muratura in tufo.
L'edificio si articola su due piani. Addossata alle pareti del cortile è una scala esterna in pietra, che si divide in due rampe e prosegue con un loggiato: da qui si entra nelle varie stanze del piano superiore, destinate perlopiù all'abitazione e alla rappresentanza della famiglia ducale. Nel 1783 tali stanze erano 16, ma alcune di esse sono state abbattute nel 1908 insieme al mastio. Ad esse si aggiunge il salone dei ricevimenti, ove avevano luogo feste e celebrazioni.
Questo, tuttora esistente, è l'ambiente più interessante del palazzo. La sala, a pianta rettangolare, è coperta da due volte a crociera a sesto acuto di età medievale ed è illuminata da due finestre che guardano verso sud, fuori dal castello. Il pavimento è in legno. Sono notevoli gli affreschi della sala, realizzati fra il XVII e il XVIII secolo: gli intradossi delle volte sono decorati con motivi fitomorfi che si alternano a rappresentazioni di armature, scudi, elmi e armi. Nel centro delle due volte è lo stemma della famiglia della Leonessa.

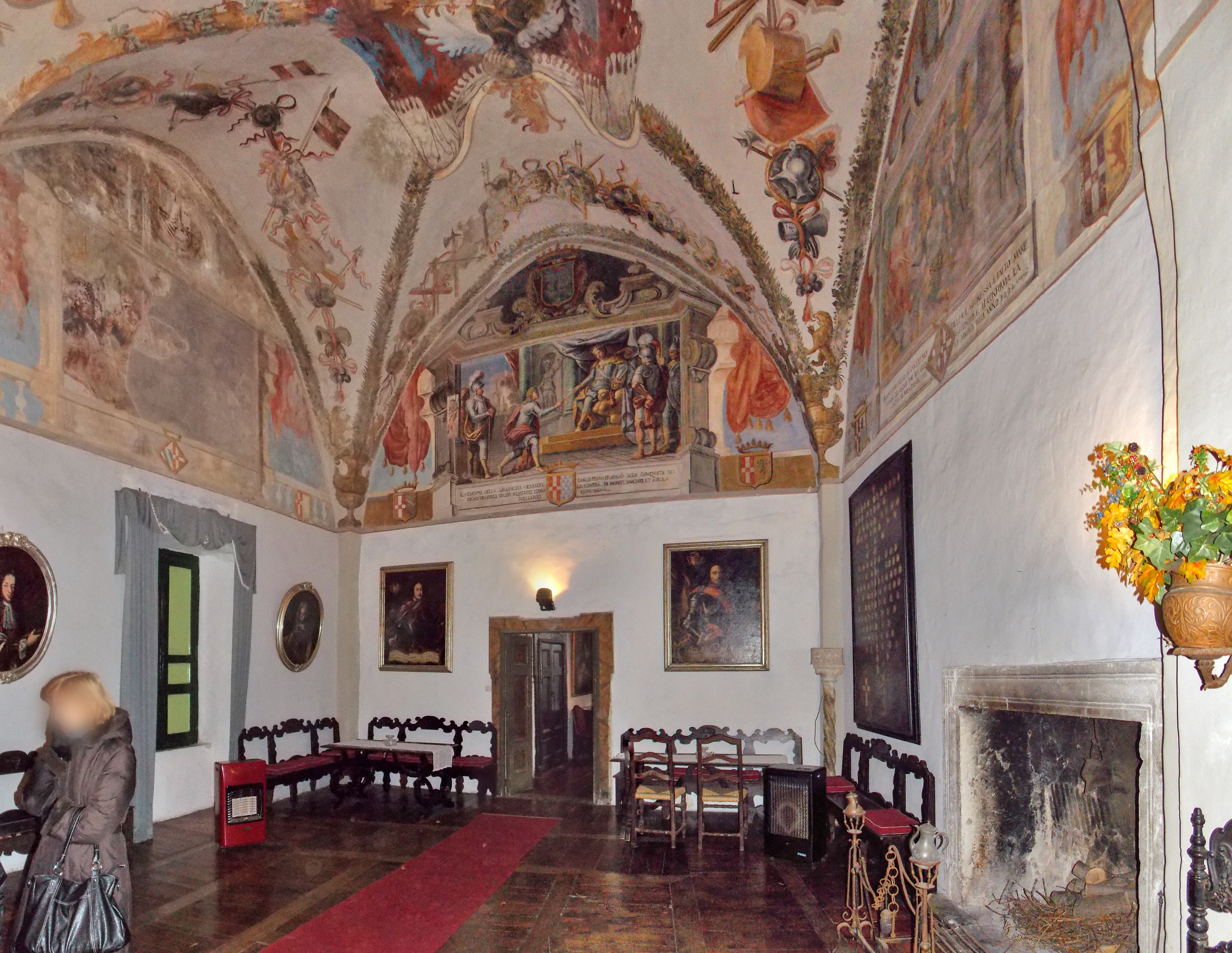
Il salone affrescato

Nelle sei lunette sottese dalle volte sono dipinte scene salienti della storia familiare: sulla parete ovest è Carlo d'Angiò che dona la contea di Montesarchio e Airola a Guglielmo della Lagonessa (1278). Sulla parete sud è re Carlo II che investe Giovanni della Lagonessa, figlio di Guglielmo, del titolo di Maresciallo del Alfonso V d'Aragona, e gli conferma le contee menzionate (1292); nell'altra lunetta re Roberto nomina Carlo, figlio di Giovanni, gran siniscalco del Regno e gli concede molti altri feudi in aggiunta ai precedenti (1309). Sulla parete est vi è Carlotto della Lagonessa fatto capitano generale dell'esercito di Carlo III di Durazzo (1381). Infine, l'unica delle scene superstiti sul lato sud mostra Enrico e Giacomo della Lagonessa fatti prigionieri a Gaeta, insieme al re Alfonso V d'Aragona, ad opera di Arsette Biasi, capitano del Ducato di Milano (1435).
Nelle altre stanze del piano superiore, collegate in successione, la copertura a volta originaria è generalmente occultata tramite un controsoffitto in legno, installato durante le modifiche messe in atto nel XVIII secolo per migliorare l'abitabilità e ricavare nuovi spazi. Elementi comuni nei vani della residenza signorile sono i camini, il mobilio ottocentesco o precedente di raffinata esecuzione, le tele e le ceramiche. Oltre al salone, l'unica stanza aperta al pubblico è la sala da pranzo, che connette il salone con il cortile.
Fra gli ambienti del piano inferiore sono una piccola cucina e le prigioni alla base del mastio. Si conserva anche una cisterna per l'acqua piovana.
Il giardino del castello, accessibile direttamente dal cortile, era un luogo ricreativo, soprattutto per le dame di corte. Una leggenda vuole che esso sia sorto grazie all'impegno delle donne di San Martino, che vollero omaggiare la castellana portando, per giorni e giorni, ceste di terra su al castello per coprire il brullo spazio compreso fra le mura. Oltre a svolgere una funzione ornamentale, il giardino fa anche da orto, ove si producono uva e olive per conto dell'azienda agricola dei Pignatelli.